# Василёво (Глебовское сельское поселение)
В том числе в Рыбинском районе есть ещё одна деревня Василёво, но в Назаровском сельском поселении
Василёво — деревня в Глебовском сельском поселении Рыбинского района Ярославской области.
Деревня расположена на удалении около 5 км на северо-запад от центра сельского поселения села Глебово. Она расположена на высоком (13 м) правом берегу Волги (Рыбинское водохранилище). Ниже её по течению на расстоянии около 1 км в Волгу впадает Коткинский ручей, на котором стоят деревни Селехово и Коткино, а выше по течению также примерно на расстоянии 1 км деревня Мостово. Автомобильная дорога Глебово — Легково, проходит к северо-востоку от деревни на удалении около 1 км. От Василево к Текунино, расположенному на этой дороге, ведёт просёлочная дорога.
Деревня Василева указана на плане Генерального межевания Рыбинского уезда 1792 года.
Деревня активно используется для дачного отдыха. Деревню обслуживает почтовое отделение Глебово, по почтовым данным в деревне 47 домов.

## Население
| 2007 | 2010 |
| ---- | ---- |
| 0    | ↗3   |